# Lannemezan
Lannemezan (gaskonjsko Lanamesa) je naselje in občina v jugozahodnem francoskem departmaju Hautes-Pyrénées regije Jug-Pireneji. Leta 1999 je naselje imelo 6.446 prebivalcev.

## Geografija
Kraj se kot srednjeveška bastida nahaja na istoimenski planoti ob reki Petit Baïse ob severnem vznožju Pirenejev, 35 km jugovzhodno od Tarbesa.
Skozenj potekajo francoska državna cesta 117, francoska avtocesta A64 in železniška proga Toulouse - Bayonne.

## Administracija
Lannemezan je sedež istoimenskega kantona, v katerega so poleg njegove vključene še občine Artiguemy, Benqué, Bonnemazon, Bourg-de-Bigorre, Campistrous, Capvern, Castillon, Chelle-Spou, Clarens, Esconnets, Escots, Espieilh, Fréchendets, Gourgue, Lagrange, Lutilhous, Molère, Mauvezin, Péré, Pinas, Réjaumont, Sarlabous, Tajan, Tilhouse in Uglas.
Kanton je sestavni del okrožja Bagnères-de-Bigorre.

## Zanimivosti
- romansko-gotska cerkev sv. Janeza Krstnika,
- Parc de Loisirs de la Demi-Lune,
- Bois de la Plantade,

## Pobratena mesta
- Tondela (Portugalska);